# Jacco Eltingh
Jacco Eltingh (* 29. August 1970 in Heerde) ist ein ehemaliger niederländischer Tennisspieler.

## Karriere
Elting wurde 1988 Tennisprofi und hatte im darauf folgenden Jahr beim Challenger-Turnier in Lagos seinen ersten größeren Erfolg, als er mit seinem Partner Paul Haarhuis das Finale erreichte. Zudem stand er im Viertelfinale der Einzelkonkurrenz. 1992 gewann er seinen ersten Einzeltitel auf der ATP World Tour mit einem Finalerfolg über MaliVai Washington in Manchester. Im darauf folgenden Jahr gewann er seinen zweiten Einzeltitel in Atlanta sowie sechs Doppeltitel zusammen mit Paul Harrhuis. 1994 standen beide in zwölf Finalpartien, von denen sie acht gewinnen konnten. Insgesamt gewann er in seiner Karriere 44 Doppeltitel, die meisten davon mit Paul Haarhuis. Zudem gewann er vier Einzeltitel. Seine beste Notierungen in der Weltrangliste erreichte er 1995 mit Position 19 im Einzel sowie als Nummer 1 im Doppel, die er insgesamt 62 Wochen lang innehatte.
Sein bestes Abschneiden bei einem Grand-Slam-Turnier im Einzel bei den Australian Open und in Wimbledon jeweils mit dem Einzug ins Viertelfinale. Elting konnte im Lauf seiner Karriere alle vier Grand-Slam-Turniere gewinnen, die Australian Open und die French Open sogar jeweils zweimal. Bis auf die Australian Open, die er 1998 an der Seite von Jonas Björkman gewann, war sein Partner bei allen Grand-Slam-Titeln Paul Haarhuis.
Eltingh spielte zwischen 1992 und 1998 sechs Einzel- sowie zehn Doppelpartien für die niederländische Davis-Cup-Mannschaft. Während seine Einzelbilanz mit 2:4 negativ war, konnte er im Doppel acht seiner zehn Partien gewinnen.
Bei den Olympischen Sommerspielen 1996 trat er an der Seite von Paul Haarhuis im Doppel für die Niederlande an. Im Halbfinale unterlagen sie Todd Woodbridge und Mark Woodforde aus Australien, das Spiel um die Bronzemedaille verloren sie danach gegen Marc-Kevin Goellner und David Prinosil aus Deutschland.

## Erfolge
| Legende                                                   |
| Grand Slam (6)                                            |
| Tennis Masters Cup (2)                                    |
| ATP Masters Series (8)                                    |
| ATP Championship Series ATP International Series Gold (5) |
| ATP World Series ATP International Series (27)            |

| Titel nach Belag |
| Hartplatz (19)   |
| Sand (11)        |
| Rasen (4)        |
| Teppich (14)     |

### Einzel

#### Turniersiege
| Nr. | Datum           | Turnier      | Belag     | Finalgegner        | Ergebnis       |
| --- | --------------- | ------------ | --------- | ------------------ | -------------- |
| 1.  | 21. Juni 1992   | Manchester   | Rasen     | MaliVai Washington | 6:3, 6:4       |
| 2.  | 2. Mai 1993     | Atlanta      | Sand      | Bryan Shelton      | 7:61, 6:2      |
| 3.  | 28. August 1994 | Schenectady  | Hartplatz | Chuck Adams        | 6:3, 6:4       |
| 4.  | 2. Oktober 1994 | Kuala Lumpur | Teppich   | Andrei Olchowski   | 7:61, 2:6, 6:4 |

### Doppel

#### Turniersiege
| Nr. | Datum              | Turnier             | Belag         | Partner         | Finalgegner                         | Ergebnis                 |
| --- | ------------------ | ------------------- | ------------- | --------------- | ----------------------------------- | ------------------------ |
| 1.  | 29. September 1991 | Palermo             | Sand          | Tom Kempers     | Emilio Sánchez Javier Sánchez       | 3:6, 6:3, 6:3            |
| 2.  | 6. Oktober 1991    | Athen               | Sand          | Mark Koevermans | Menno Oosting Olli Rahnasto         | 5:7, 7:6, 7:5            |
| 3.  | 27. Oktober 1991   | Guarujá             | Hartplatz     | Paul Haarhuis   | Bret Garnett Todd Nelson            | 6:3, 7:5                 |
| 4.  | 10. November 1991  | Birmingham          | Teppich (i)   | Paul Wekesa     | Ronnie Bathman Rikard Bergh         | 7:5, 7:5                 |
| 5.  | 30. August 1992    | Schenectady         | Hartplatz     | Paul Haarhuis   | Sergio Casal Emilio Sánchez         | 6:3, 6:4                 |
| 6.  | 10. Januar 1993    | Kuala Lumpur-1 (1)  | Hartplatz     | Paul Haarhuis   | Henrik Holm Bent-Ove Pedersen       | 7:5, 6:3                 |
| 7.  | 7. Februar 1993    | San Francisco       | Hartplatz (i) | Scott Davis     | Patrick McEnroe Jonathan Stark      | 6:1, 4:6, 7:5            |
| 8.  | 16. Mai 1993       | Rom                 | Sand          | Paul Haarhuis   | Wayne Ferreira Mark Kratzmann       | 6:4, 7:6                 |
| 9.  | 1. August 1993     | Hilversum (1)       | Sand          | Paul Haarhuis   | Hendrik Jan Davids Libor Pimek      | 4:6, 6:2, 7:5            |
| 10. | 3. Oktober 1993    | Kuala Lumpur-2 (2)  | Hartplatz (i) | Paul Haarhuis   | Jonas Björkman Lars-Anders Wahlgren | 7:5, 4:6, 7:6            |
| 11. | 14. November 1993  | Moskau (1)          | Teppich (i)   | Paul Haarhuis   | Jonas Björkman Jan Apell            | 6:1, Aufg.               |
| 12. | 28. November 1993  | Johannesburg (1)    | Hartplatz (i) | Paul Haarhuis   | Todd Woodbridge Mark Woodforde      | 7:64, 7:65, 6:4          |
| 13. | 30. Januar 1994    | Australian Open (1) | Hartplatz     | Paul Haarhuis   | Byron Black Jonathan Stark          | 6:7, 6:3, 6:4, 6:3       |
| 14. | 20. Februar 1994   | Philadelphia (1)    | Teppich (i)   | Paul Haarhuis   | Jim Grabb Jared Palmer              | 6:3, 6:4                 |
| 15. | 20. März 1994      | Miami               | Hartplatz     | Paul Haarhuis   | Mark Knowles Jared Palmer           | 7:6, 7:6                 |
| 16. | 11. September 1994 | US Open             | Hartplatz     | Paul Haarhuis   | Todd Woodbridge Mark Woodforde      | 6:3, 7:6                 |
| 17. | 2. Oktober 1994    | Kuala Lumpur (3)    | Teppich (i)   | Paul Haarhuis   | Nicklas Kulti Lars-Anders Wahlgren  | 6:0, 7:5                 |
| 18. | 9. Oktober 1994    | Sydney Indoor       | Hartplatz (i) | Paul Haarhuis   | Byron Black Jonathan Stark          | 6:4, 7:6                 |
| 19. | 6. November 1994   | Paris (1)           | Teppich (i)   | Paul Haarhuis   | Byron Black Jonathan Stark          | 3:6, 7:6, 7:5            |
| 20. | 13. November 1994  | Moskau (2)          | Teppich       | Paul Haarhuis   | David Adams Andrei Olchowski        | w.o.                     |
| 21. | 30. April 1995     | Monte Carlo (1)     | Sand          | Paul Haarhuis   | Luis Lobo Javier Sánchez            | 6:3, 6:4                 |
| 22. | 11. Juni 1995      | French Open (1)     | Sand          | Paul Haarhuis   | Nicklas Kulti Magnus Larsson        | 6:7, 6:4, 6:1            |
| 23. | 25. Juni 1995      | Halle               | Rasen         | Paul Haarhuis   | Jewgeni Kafelnikow Andrei Olchowski | 6:2, 3:6, 6:3            |
| 24. | 15. Oktober 1995   | Tokio Indoor        | Teppich (i)   | Paul Haarhuis   | Jakob Hlasek Patrick McEnroe        | 7:6, 6:4                 |
| 25. | 29. Oktober 1995   | Essen               | Teppich (i)   | Paul Haarhuis   | Cyril Suk Daniel Vacek              | 7:5, 6:4                 |
| 26. | 12. November 1995  | Stockholm           | Hartplatz (i) | Paul Haarhuis   | Grant Connell Patrick Galbraith     | 3:6, 6:2, 7:6            |
| 27. | 20. Oktober 1996   | Toulouse (1)        | Hartplatz (i) | Paul Haarhuis   | Olivier Delaître Guillaume Raoux    | 6:3, 7:5                 |
| 28. | 3. November 1996   | Paris (2)           | Teppich (i)   | Paul Haarhuis   | Jewgeni Kafelnikow Daniel Vacek     | 6:4, 4:6, 7:6            |
| 29. | 5. Januar 1997     | Doha                | Hartplatz     | Paul Haarhuis   | Patrik Fredriksson Magnus Norman    | 6:3, 6:2                 |
| 30. | 9. März 1997       | Rotterdam (1)       | Teppich (i)   | Paul Haarhuis   | Libor Pimek Byron Talbot            | 7:6, 6:4                 |
| 31. | 22. Juni 1997      | ’s-Hertogenbosch    | Rasen         | Paul Haarhuis   | Trevor Kronemann David Macpherson   | 6:4, 7:5                 |
| 32. | 24. August 1997    | Boston (1)          | Hartplatz (i) | Paul Haarhuis   | Dave Randall Jack Waite             | 6:4, 6:2                 |
| 33. | 5. Oktober 1997    | Toulouse (2)        | Hartplatz (i) | Paul Haarhuis   | Jean-Philippe Fleurian Maks Mirny   | 6:3, 7:6                 |
| 34. | 2. November 1997   | Paris (3)           | Teppich (i)   | Paul Haarhuis   | Rick Leach Jonathan Stark           | 6:2, 7:6                 |
| 35. | 1. Februar 1998    | Australian Open (2) | Hartplatz     | Jonas Björkman  | Todd Woodbridge Mark Woodforde      | 6:2, 5:7, 2:6, 6:4, 6:3  |
| 36. | 1. März 1998       | Philadelphia (2)    | Hartplatz (i) | Paul Haarhuis   | Richey Reneberg David Macpherson    | 7:6, 6:7, 6:2            |
| 37. | 8. März 1998       | Rotterdam (1)       | Teppich (i)   | Paul Haarhuis   | Neil Broad Piet Norval              | 7:6, 6:3                 |
| 38. | 19. April 1998     | Barcelona           | Sand          | Paul Haarhuis   | Ellis Ferreira Rick Leach           | 7:5, 6:0                 |
| 39. | 26. April 1998     | Monte Carlo (1)     | Sand          | Paul Haarhuis   | Todd Woodbridge Mark Woodforde      | 6:4, 6:2                 |
| 40. | 7. Juni 1998       | French Open (1)     | Sand          | Paul Haarhuis   | Mark Knowles Daniel Nestor          | 6:3, 3:6, 6:3            |
| 41. | 5. Juli 1998       | Wimbledon           | Rasen         | Paul Haarhuis   | Todd Woodbridge Mark Woodforde      | 2:6, 6:4, 7:6, 5:7, 10:8 |
| 42. | 8. August 1998     | Amsterdam (2)       | Sand          | Paul Haarhuis   | Dominik Hrbatý Karol Kučera         | 6:3, 6:2                 |
| 43. | 30. August 1998    | Boston (2)          | Hartplatz     | Paul Haarhuis   | Chris Haggard Jack Waite            | 6:3, 6:2                 |
| 44. | 22. November 1998  | Hartford (2)        | Teppich (i)   | Paul Haarhuis   | Mark Knowles Daniel Nestor          | 6:4, 6:2, 7:5            |

#### Finalteilnahmen
| Nr. | Datum             | Turnier      | Belag         | Partner       | Finalgegner                      | Ergebnis           |
| --- | ----------------- | ------------ | ------------- | ------------- | -------------------------------- | ------------------ |
| 1.  | 17. Januar 1993   | Jakarta      | Hartplatz     | Paul Haarhuis | Diego Nargiso Guillaume Raoux    | 6:7, 7:6, 3:6      |
| 2.  | 14. Februar 1993  | Memphis      | Hartplatz (i) | Paul Haarhuis | Todd Woodbridge Mark Woodforde   | 5:7, 2:6           |
| 3.  | 24. Oktober 1993  | Peking       | Teppich (i)   | Paul Haarhuis | Paul Annacone Doug Flach         | 6:7, 3:6           |
| 4.  | 27. Februar 1994  | Rotterdam    | Teppich (i)   | Paul Haarhuis | Jeremy Bates Jonas Björkman      | 4:6, 1:6           |
| 5.  | 24. Juli 1994     | Stuttgart    | Sand          | Paul Haarhuis | Scott Melville Piet Norval       | 6:7, 5:7           |
| 6.  | 21. August 1994   | New Haven    | Hartplatz     | Paul Haarhuis | Grant Connell Patrick Galbraith  | 4:6, 6:7           |
| 7.  | 28. August 1994   | Schenectady  | Hartplatz     | Paul Haarhuis | Jan Apell Jonas Björkman         | 4:6, 6:7           |
| 8.  | 26. Februar 1995  | Philadelphia | Teppich (i)   | Paul Haarhuis | Jim Grabb Jonathan Stark         | 6:7, 7:6, 3:6      |
| 9.  | 25. November 1995 | Eindhoven    | Teppich (i)   | Paul Haarhuis | Grant Connell Patrick Galbraith  | 6:7, 6:7, 6:3, 6:7 |
| 10. | 7. Januar 1996    | Doha         | Hartplatz     | Paul Haarhuis | Mark Knowles Daniel Nestor       | 6:7, 3:6           |
| 11. | 8. September 1996 | US Open      | Hartplatz     | Paul Haarhuis | Todd Woodbridge Mark Woodforde   | 6:4, 6:7, 6:7      |
| 12. | 27. Oktober 1996  | Stuttgart    | Hartplatz (i) | Paul Haarhuis | Sébastien Lareau Alex O’Brien    | 6:3, 4:6, 3:6      |
| 13. | 27. April 1997    | Monte Carlo  | Sand          | Paul Haarhuis | Donald Johnson Francisco Montana | 6:7, 6:2, 6:7      |
| 14. | 6. Juli 1997      | Wimbledon    | Rasen         | Paul Haarhuis | Todd Woodbridge Mark Woodforde   | 6:7, 6:7, 7:5, 3:6 |
| 15. | 18. Januar 1998   | Sydney       | Hartplatz     | Daniel Nestor | Todd Woodbridge Mark Woodforde   | 3:6, 5:7           |
| 16. | 8. November 1998  | Paris        | Teppich (i)   | Paul Haarhuis | Mahesh Bhupathi Leander Paes     | 4:6, 2:6           |

## Bilanz

### Doppel
| Turnier1                   | 1998 | 1997  | 1996  | 1995  | 1994  | 1993  | 1992  | 1991  | 1990 | 1989 | Gesamt  |
| -------------------------- | ---- | ----- | ----- | ----- | ----- | ----- | ----- | ----- | ---- | ---- | ------- |
| Australian Open            | S    | HF    | 3R    | HF    | S     | 3R    | 2R    | 1R    | –    | –    | 2       |
| French Open                | S    | HF    | 1R    | S     | VF    | 3R    | 2R    | 3R    | –    | –    | 2       |
| Wimbledon                  | S    | F     | –     | VF    | VF    | 1R    | 3R    | –     | Q1   | –    | 1       |
| US Open                    | –    | 2R    | F     | 3R    | S     | 2R    | VF    | 3R    | –    | –    | 1       |
| Gewonnene Doppel-Titel     | 10   | 6     | 2     | 6     | 8     | 7     | 1     | 4     | 0    | 0    | 44      |
| Gesamt-Siege/-Niederlagen2 | 57:6 | 60:19 | 32:17 | 62:19 | 65:17 | 58:23 | 31:24 | 26:16 | 0:2  | 0:1  | 391:145 |
| Jahresendposition          | 1    | 4     | 18    | 3     | 2     | 11    | 45    | 56    | 190  | 210  | N/A     |

Zeichenerklärung: S = Turniersieg; F, HF, VF, AF = Einzug ins Finale / Halbfinale / Viertelfinale / Achtelfinale; 1R, 2R = Ausscheiden in der 1. / 2. Hauptrunde bzw. Q1, Q2 = Ausscheiden in der 1. / 2. Qualifikationsrunde
1 Turnierresultat in Klammern bedeutet, dass der Spieler das Turnier noch nicht beendet hat; es zeigt seinen aktuellen Turnierstatus an. Nachdem der Spieler das Turnier beendet hat, wird die Klammer entfernt.

2 Stand: Saisonende

### Einzel
| Turnier1                   | 1997 | 1996 | 1995  | 1994  | 1993  | 1992  | 1991  | 1990 | 1989 | 1988 | Gesamt  |
| -------------------------- | ---- | ---- | ----- | ----- | ----- | ----- | ----- | ---- | ---- | ---- | ------- |
| Australian Open            | 1R   | 1R   | VF    | 2R    | 2R    | 2R    | 3R    | –    | –    | –    | VF      |
| French Open                | –    | –    | 3R    | AF    | 1R    | 1R    | 1R    | –    | –    | –    | AF      |
| Wimbledon                  | –    | 1R   | VF    | 2R    | 2R    | 1R    | AF    | Q1   | –    | –    | VF      |
| US Open                    | –    | –    | 2R    | 1R    | 2R    | 1R    | 1R    | –    | –    | –    | 2R      |
| Gewonnene Einzel-Titel     | 0    | 0    | 0     | 2     | 1     | 1     | 0     | 0    | 0    | 0    | 4       |
| Gesamt-Siege/-Niederlagen2 | 1:5  | 5:13 | 26:28 | 40:25 | 22:26 | 18:23 | 12:24 | 3:2  | 0:1  | 0:0  | 127:147 |
| Jahresendposition          | 604  | 307  | 43    | 23    | 63    | 78    | 114   | 128  | 276  | 439  | N/A     |

Zeichenerklärung: S = Turniersieg; F, HF, VF, AF = Einzug ins Finale / Halbfinale / Viertelfinale / Achtelfinale; 1R, 2R, 3R = Ausscheiden in der 1. / 2. / 3. Hauptrunde bzw. Q1, Q2, Q3 = Ausscheiden in der 1. / 2. / 3. Qualifikationsrunde
1 Turnierresultat in Klammern bedeutet, dass der Spieler das Turnier noch nicht beendet hat; es zeigt seinen aktuellen Turnierstatus an. Nachdem der Spieler das Turnier beendet hat, wird die Klammer entfernt.

2 Stand: Karriereende